# Ana Brnabić
Ana Brnabić (in cirillico: Ана Брнабић?; Belgrado, 28 settembre 1975) è una politica ed economista serba, primo ministro della Serbia dal 29 giugno 2017 al 21 marzo 2024.

## Biografia
Brnabić è nata a Belgrado, nell'allora Repubblica Socialista di Serbia. Il nonno paterno Anton Brnabić fu un ufficiale che combatté con i partigiani jugoslavi durante la seconda guerra mondiale e fu nominato tenente colonnello dopo il conflitto. Sua nonna paterna Mica è nata a Gorobilje vicino a Požega. I suoi nonni materni sono di Babušnica. Suo padre Zoran nacque a Užice nel 1950 e terminò i suoi studi a Belgrado, dove viveva la famiglia.
Nel 2013 vinse il Premio Business Lady of the Year.
Fu ministra della pubblica amministrazione e dell'autogoverno locale della Serbia dall'11 agosto 2016 fino al 29 giugno 2017, sotto la guida del primo ministro Aleksandar Vučić e del primo ministro ad interim Ivica Dačić. È stata la prima donna lesbica dichiarata a ricevere un incarico governativo in Serbia.
Nel maggio 2017 il Gej strejt alijansa (Gay Straight Alliance) le ha conferito il premio Duga (letteralmente Arcobaleno). Nel 2017 è diventata la prima responsabile del governo di un Paese dei Balcani a partecipare a una manifestazione di orgoglio omosessuale quando ha partecipato al Gay Pride di Belgrado.
A seguito dell'elezione di Aleksandar Vučić come presidente della Serbia il 31 maggio 2017, nel mese di giugno è stata da lui proposta al Parlamento per l'incarico di prima ministra. Il suo governo ha ottenuto la fiducia il 29 giugno 2017 da una maggioranza di 157 membri su 250 dell'Assemblea nazionale della Serbia.
Dichiaratamente omosessuale, divenne il quinto capo di governo apertamente LGBT nel mondo dopo Jóhanna Sigurðardóttir, Elio Di Rupo, Xavier Bettel e Leo Varadkar e, più in particolare, la seconda donna omosessuale a guidare un governo. La sua linea politica è europeista e propugna l'ingresso della Serbia nell'Unione europea.

### Kosovo
Nel dicembre 2018, commentando l'annunciata trasformazione della forza di sicurezza del Kosovo nelle forze armate del Kosovo, Brnabić ha dichiarato: "Spero che non dovremo usare i nostri militari, ma al momento questa è una delle opzioni sul tavolo perché non si può assistere a una nuova pulizia etnica dei serbi e di nuove tempeste - anche se Edi Rama li sta chiedendo. Quando qualcuno sa che hai un esercito forte, allora devono sedersi e parlare con te".
Inoltre, nel maggio 2019, il ministro degli Esteri del Kosovo Behgjet Pacolli ha detto che non avrebbe permesso a Brnabić di entrare in Kosovo a causa della sua ideologia razzista. Brnabić, durante il passaggio di consegne di un rapporto sui progressi compiuti dalla Commissione europea nel 2019, ha dichiarato: "Haradinaj, Thaçi e Veseli sono in competizione per vedere chi è il più grande nazionalista e sciovinista. Quello che mi spaventa di più è che abbiamo a che fare con persone irrazionali, il peggior tipo di populista, persone che sono letteralmente uscite dal bosco". Queste affermazioni sono state accolte con forti critiche, in particolare dagli utenti di Twitter, che hanno fatto campagna con l'hashtag #literallyjustemergedfromthewoods per prendere in giro la Prima Ministra.
Il 20 gennaio 2020, i governi di Serbia e Kosovo hanno accettato di ripristinare i voli tra le loro capitali per la prima volta in oltre due decenni. L'accordo è arrivato dopo mesi di colloqui diplomatici da parte di Richard Grenell, l'ambasciatore degli Stati Uniti in Germania, nominato inviato speciale per le relazioni serbo-kosovare dal presidente Donald Trump l'anno prima.

### Il genocidio di Srebrenica
In un'intervista del 14 novembre 2018 con l'emittente pubblica tedesca Deutsche Welle, Brnabić ha negato che i massacri di bosniaci del luglio 1995 da parte delle forze serbo-bosniache a Srebrenica fossero stati un atto di genocidio. Due settimane dopo, il Parlamento europeo adottò una risoluzione in cui deplorava la continua negazione del genocidio di Srebrenica da parte delle autorità serbe e ricordava che la piena cooperazione con il Tribunale penale per l'ex Jugoslavia, e l'istituzione che lo ha succeduto, comprendeva l'accettazione delle sue sentenze. La Corte dell'Aia criticò Brnabić per la negazione del genocidio di Srebenica.